# Protosmylinae
Protosmylinae (лат.) — подсемейство сетчатокрылых насекомых из семейства Osmylidae, включающее в себя 14 ныне живущих видов в составе трех родов: Gryposmylus, Heterosmylus и Paryphosmylus, а также целый ряд ископаемых форм. 

## Описание
Отличительный признак подсемейства — короткая слабоветвящаяся жилка CuP в заднем крыле. Этот признак характерен также для подсемейств Gumillinae и Spilosmylinae, у всех остальных Osmylidae в заднем крыле жилка CuP длинная и ветвистая. По строению мужских гениталий Protosmylinae близки к Spilosmylinae. Монотипический род Paryphosmylus встречается в Эквадоре (до сих пор известен в одном экземпляре), Gryposmylus (2 вида) в Индии, Малайзии, Вьетнаме и Китае, Heterosmylus (10 видов) — в Индии и Китае. В ископаемом состоянии известны, начиная со средней юры.